# Styrax nicaraguensis
Styrax nicaraguensis là một loài thực vật có hoa trong họ Bồ đề. Loài này được P.W. Fritsch miêu tả khoa học đầu tiên năm 1997.